# 제임스 리드
제임스 리드(James Read, 1953년 7월 31일 ~ )는 미국의 배우이다.

## 출연 작품
- 퍼슨스 언노운 (2010)
- 섹스 아카데미 (2001)
- 금발이 너무해 (2001)
- 음모의 함정 (1998)
- 불의 수확 (1996)
- 다니엘 스틸 - 진정한 사랑 (1996)
- 더 오더 우먼 (1995)
- 데스 콜 (1995)
- 남과 북 3 (1994)
- 러브 써클 (1992)
- 대통령의 여인 (1992)
- 미로의 끝 (1990)
- 여덟명의 제명된 남자들 (1988)
- 두 여인 (1988)
- 방황의 끝 (1987)
- 남과 북 2 (1986)
- 남과 북 (1985)
- 케네디가의 신화 (1985)
- 블루 썬더 (1983)
- 레밍턴 스틸 (1982)